# Колаборативни софтвер
Колаборативни софтвер олакшавају повезаност и продуктивност тимова тиме што им пружа једноставнији приступ особама, документима и информацијама које су неопходне за доношење одлука и обављање посла. Групама је омогућена ефикасна сарадња и брза конфигурација локација и радних простора. Запослени у организацији могу да размењују идеје и информације о производима, технологијама и процесима објављивањем таквих информација у виду порука на блоговима. Нови софтвери за сарадњу омогућавају креирање локалне друштвене мреже сличан јавним сервисима попут Фејсбука или Твитера са нагласком на интерна знања и компетенције. Моје веб место осим стандардних информација о кориснику, има могућност и уношења информација о тренутном статусу запосленог (слично као што раде Фејсбук (Facebook) и Твитер (Twitter)). На веб месту приказују се и информације са ознакама којима је корисник означио документа и странице, колеге с којима је корисник повезан, групе којима припада и његову позицију у организацијској структури.

## Увод
Софтвери за сарадњу; Говорићемо о два најзаступљенија програма који поспешују сарадњу, а то су Microsoft Sharepoint Designer и Google docs. Такође желимо да укратко појаснимо рад и основне алате које поспешују обављање одређених радних задатака унутар организације а које се помоћу Microsoft Sharepoint Designer и Google docs врло лако и ефикасно могу обавити.

## 
Sharepoint обухвата вишенаменски скуп веб технологија које су корисне за многе организације. Такође, има повезаност попут Microsoft Office (Microsoft Office), па је уско интегриран с Officom. Веб алати су дизајнирани тако да би се њима знали управљати и не-технички корисници. Sharepoint се може користити за омогућавање интранет портала, докумената и управљање датотекама, сарадњу, друштвене мреже, екстранет, веб странице и пословну интелигенцију. Sharepoint такође има могућности око састава интеграције, процеса интеграције и тока аутоматизације.
Линк веб сервиса: http://sharepoint.microsoft.com/en-us/pages/default.aspx.

### Производи и технологије у саставу Sharepoint
- АСП. НЕТ - је платформа за развој веб апликација. Веб апликације су данас изразито популарне јер су доступне практично свакоме ко има приступ локалној мрежи или Интернету и користи само веб претраживач.
- HTML - је скраћеница за енгл. HyperText Merkap Language, што значи презентацијски језик за израду веб страница. Хипертекст документ ствара се помоћу HTML језика. HTML језиком обликује се садржај и стварају се хипер-везе хипер-текст документа. HTML је једноставан за упорабу и лако се учи, што је један од разлога његове опште прихваћености и популарности. Своју раширеност захваљује једноставности и томе што је од почетка био замишљен као бесплатан и тако доступан свима. Приказ хипертекст документа омогућује веб прегледач. Темељан задатак HTML језика јесте упутити веб прегледач како приказати хипертекст документ. Хтмл датотеке су заправо обичне текстуалне датотеке, екстензија им је .html или .htm.
- CSS - је скраћеница од енгл. Cascading Style Sheets. Ради се о стилском језику, који користимо за опис презентације документа написаног помоћу HTML (HTML) језика. Како се веб развијао, првобитно су у HTML (HTML) убацивани елементи за дефиницију презентације, али је довољно брзо уочена потреба за стилским језиком који ће HTML ослободити потребе приказивања садржаја (што је првенствена намена HTML-а) и његовог обликовања (чему нам данас служи CSS). Другим речима, стил дефинише како приказати HTML (HTML) елементе. CSS-ом се уређује сам изглед и распоред странице.

### Кратак развој Sharepoint-а
Већина људи имала је прво искуство с Sharepoint издањем из 2007. Године, али Sharepoint вуче корене чак из средине 90-их. Site Server, издан 1996, играо је велику улогу у зачецима Sharepoint-a. Прва службена Sharepoint апликација издана је 2001. Године: Sharepoint Портал Сервер 2001 и Sharepoint Теам Services. Sharepoint је омогућио брзу навигацију и организацију докумената, догађаја и осталих дигиталних информација. Иако су ове апликације добро служиле сврси нису биле добро међусобно интегрисане. Следећих неколико година радило се на интеграцији тема осмишљавању заједничке платформе. 2003. г. издани су Sharepoint Портал Сервер 2003 и windows Sharepoint Services 2.0. 2006. г. microsoft је издао верзију 2007. Па је оборио властите рекорде, са 17 000 корисника и око 100 милиона купљених лиценци. Тиме је променио мишљења о пословној сарадњи. 2010. Microsoft је лансирао Sharepoint 2010. Најишчекиванију Sharepoint верзију.

## 
„ Google docs “ омогућава да стварате и делите документе на мрежи. Једна од користи јесте та да више људи на различитим локацијама може истовремено сарађивати на истом документу, али према поставкама дељења, ви увек остајете онај који надзире, ко може видети и уређивати документе које створите.

### Уопштено
Google docs је Google-ов „софтвер сервис“ нека верзија офис програма. У њему могу бити креирани документи, формулари, презентације па могу бити креирани у оквиру апликације или уметнути. Такође имамо могућност да их сачувамо на кориснички то јест приватни рачун у неколико формата а то су: ODF, HTML, PDF, RTF, ТЕXТ, WORD. Подаци се аутоматски снимају на Google сервере и то како би спречили губитак података па се историја поправки чува. Такође ова услуга је подржана на верзијама Фајрфокс (Firefox) -a, Интернет Експлорер (Internet explorer) -а, Сафари, Хроме претраживача.
Google docs потиче од два производа, Writely и Google spreadsheets. Writely је веб базирани текст процесор креиран од стране софтверске компаније УПСТАРТЛЕ 2005. године.

### Примена
Google docs се могу применити у колегију нпр. информатике. Може се студентима задати домаћи задатак да направе презентацију неке тачно одређене теме. Након тога, отвори се Google документ у којем ученици коментаришу презентације њихових колега и дискутују о садржају. Још један пример био би из предмета „математике“. Професор направи презентацију или документ у којем се налазе задаци за вежбу, а студенти из својих домова могу преузети. Google docs могли би професорима олакшати рад и систематизацију садржаја колегија будући да постоји Google опција мапе у којима би могли показивати презентације својих предавања. У Google мапе могу се спремати различити радови студената без могућности да се изгубе. Нпр. Можемо направити анкету с питањима и понуђеним одговорима и отворене одговоре, затим их послати свима и лагано их провести и имамо потребне податке. Спектар примене Google docs стварно је широк.